# Хламида

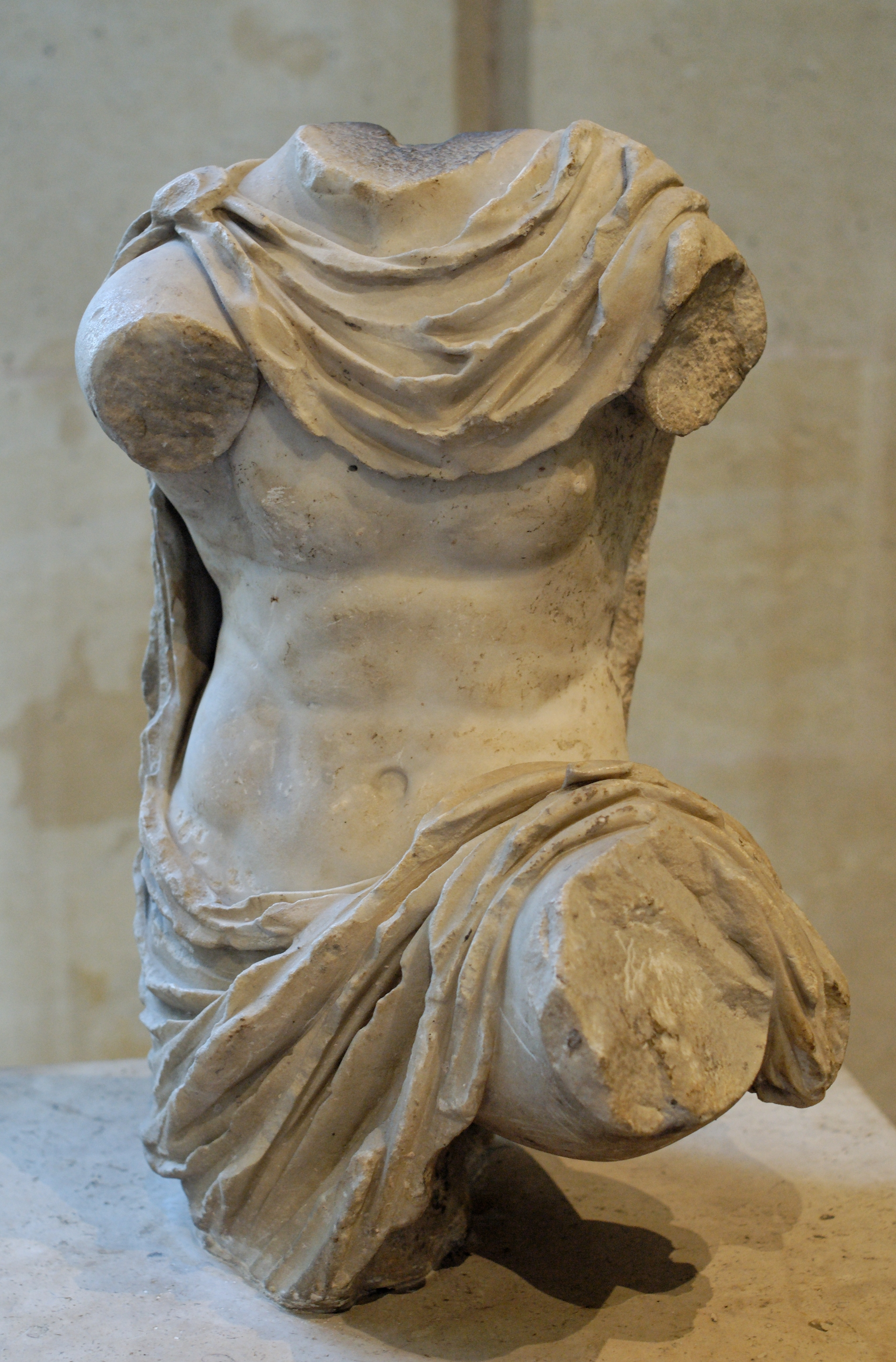
Статуя, ймовірно, Александра Великого у хламиді, Лувр

Хламида (грец. Χλαμύς) — у стародавніх греків предмет чоловічого зовнішнього одягу, що виготовлявся із вовняної тканини. Хламида — довгаста мантія, яка покривала шию короткою стороною, причому застібка закріплялась або на грудях, або на правому плечі. Від прямокутного гіматія відрізняється меншими розмірами та кроєм.
У сучасному значенні хламида — незграбний, широкий та довгий одяг.
Хламида вважалась суто північно-грецьким одягом (Фессалія та Македонія), але з часом, її почали носити скрізь — навіть спартанці й афінські ефеби (у віці до 20 років), а також у всіх грецьких державах мисливці, мандрівники, вершники та солдати.
Її викроювали із різних тканин та часто прикрашали візерунками. Так, хламида ефебів була жовтого і шафранового кольору, солдатів — червона, акторів — розшитою золотом. У римлян хламида увійшла в моду за імператора Калігули.